# Voleibol de praia nos Jogos Pan-Americanos de 2015 - Feminino
O torneio feminino de voleibol de praia nos Jogos Pan-Americanos de 2015 ocorreu entre 13 e 21 de julho no Centro Chevrolet de Voleibol de Praia, em Toronto. Dezesseis duplas participaram do evento.

## Calendário
Horário local (UTC-4).
| Data        | Horário | Fase                 |
| ----------- | ------- | -------------------- |
| 13 de julho | 09:00   | Fase de qualificação |
| 14 de julho | 09:00   | Fase de qualificação |
| 15 de julho | 09:00   | Fase de qualificação |
| 16 de julho | 09:00   | Fase de qualificação |
| 17 de julho | 09:00   | Oitavas de final     |
| 18 de julho | 09:00   | Quartas de final     |
| 19 de julho | 09:00   | Semifinal            |
| 19 de julho | 09:00   | Disputa pelo bronze  |
| 21 de julho | 14:30   | Final                |

## Medalhistas
| Ouro   | ARG Ana Gallay e Georgina Klug      |
| Prata  | CUB Lianma Flores e Leila Martínez  |
| Bronze | BRA Carol Horta e Liliane Maestrini |

## Formato
As dezesseis duplas foram divididas em quatro grupos. Cada dupla joga contra as outras do mesmo grupo, totalizando três jogos. A primeira colocada de cada grupo se classifica para as quartas-de-final, as duas seguintes de cada grupo vão as oitavas de final. Todos os jogos em diante serão eliminatórios.

## Primeira fase

### Grupo A
|     |                               |     | Jogos | Jogos | Jogos | Pontos | Pontos | Pontos | Sets | Sets | Sets  |
| Pos | Equipe                        | Pts | T     | V     | D     | V      | P      | R      | V    | P    | R     |
| --- | ----------------------------- | --- | ----- | ----- | ----- | ------ | ------ | ------ | ---- | ---- | ----- |
| 1   | CAN Humana-Paredes – Pischke  | 6   | 3     | 3     | 0     | 6      | 0      | MAX    | 126  | 78   | 1.615 |
| 2   | URU Gómez – Nieto             | 5   | 3     | 2     | 1     | 4      | 2      | 2.000  | 113  | 86   | 1.314 |
| 3   | PUR Bernier Colon – Torruella | 4   | 3     | 1     | 2     | 2      | 4      | 0.500  | 103  | 100  | 1.030 |
| 4   | Powery – Smith-Johnson (CAY)  | 3   | 3     | 0     | 3     | 0      | 6      | 0.000  | 48   | 126  | 0.381 |

### Grupo B
|     |                         |     | Jogos | Jogos | Jogos | Pontos | Pontos | Pontos | Sets | Sets | Sets  |
| Pos | Equipe                  | Pts | T     | V     | D     | V      | P      | R      | V    | P    | R     |
| --- | ----------------------- | --- | ----- | ----- | ----- | ------ | ------ | ------ | ---- | ---- | ----- |
| 1   | BRA Maestrini – Horta   | 6   | 3     | 3     | 0     | 6      | 1      | 6.000  | 138  | 81   | 1.704 |
| 2   | CRC Alfaro – Cope       | 5   | 3     | 2     | 1     | 5      | 3      | 1.667  | 132  | 124  | 1.065 |
| 3   | CHI Mardones – Rivas    | 4   | 3     | 1     | 2     | 3      | 5      | 0.600  | 119  | 138  | 0.862 |
| 4   | NIC Machado – Rodríguez | 3   | 3     | 0     | 3     | 1      | 6      | 0.167  | 88   | 134  | 0.657 |

### Grupo C
|     |                           |     | Jogos | Jogos | Jogos | Pontos | Pontos | Pontos | Sets | Sets | Sets  |
| Pos | Equipe                    | Pts | T     | V     | D     | V      | P      | R      | V    | P    | R     |
| --- | ------------------------- | --- | ----- | ----- | ----- | ------ | ------ | ------ | ---- | ---- | ----- |
| 1   | USA Larsen – Metter       | 6   | 3     | 3     | 0     | 6      | 0      | MAX    | 126  | 89   | 1.416 |
| 2   | COL A Galindo – C Galindo | 5   | 3     | 2     | 1     | 4      | 2      | 2.000  | 116  | 101  | 1.149 |
| 3   | ESA Molina – Soler        | 4   | 3     | 1     | 2     | 2      | 5      | 0.400  | 113  | 137  | 0.825 |
| 4   | GUA Orellana – Recinos    | 3   | 3     | 0     | 3     | 1      | 6      | 0.167  | 113  | 141  | 0.801 |

### Grupo D
|     |                         |     | Jogos | Jogos | Jogos | Pontos | Pontos | Pontos | Sets | Sets | Sets  |
| Pos | Equipe                  | Pts | T     | V     | D     | V      | P      | R      | V    | P    | R     |
| --- | ----------------------- | --- | ----- | ----- | ----- | ------ | ------ | ------ | ---- | ---- | ----- |
| 1   | CUB Flores – Martínez   | 6   | 3     | 3     | 0     | 6      | 1      | 6.000  | 139  | 106  | 1.311 |
| 2   | ARG Gallay – Klug       | 5   | 3     | 2     | 1     | 5      | 2      | 2.500  | 133  | 104  | 1.279 |
| 3   | MEX Candelas – Revuelta | 4   | 3     | 1     | 2     | 2      | 4      | 0.500  | 107  | 114  | 0.939 |
| 4   | TRI Davidson – Dyette   | 3   | 3     | 0     | 3     | 0      | 6      | 0.000  | 75   | 130  | 0.577 |

## Fase final

### Oitavas de final
| Data        |                           | Pontos |                               | Set 1 | Set 2 | Set 3 | Fonte |
| ----------- | ------------------------- | ------ | ----------------------------- | ----- | ----- | ----- | ----- |
| 17 de julho | COL A Galindo – C Galindo | 2–0    | PUR Bernier Colon – Torruella | 21–13 | 22–20 |       | [ 2 ] |
| 17 de julho | ARG Gallay – Klug         | 2–0    | CHI Mardones – Rivas          | 21–9  | 21–10 |       | [ 3 ] |
| 17 de julho | CRC Alfaro – Cope         | 2–0    | MEX Candelas – Revuelta       | 21–18 | 21–11 |       | [ 4 ] |
| 17 de julho | URU Gómez – Nieto         | 2–0    | ESA Molina – Soler            | 21–12 | 21–16 |       | [ 5 ] |

### Quartas de final
| Data        |                              | Pontos |                           | Set 1 | Set 2 | Set 3 | Fonte |
| ----------- | ---------------------------- | ------ | ------------------------- | ----- | ----- | ----- | ----- |
| 18 de julho | USA Larsen – Metter          | 0–2    | ARG Gallay – Klug         | 18–21 | 12–21 |       | [ 6 ] |
| 18 de julho | CUB Flores – Martínez        | 2–0    | COL A Galindo – C Galindo | 21–18 | 21–12 |       | [ 7 ] |
| 18 de julho | CAN Humana-Paredes – Pischke | 2–0    | CRC Alfaro – Cope         | 21–12 | 21–12 |       | [ 8 ] |
| 18 de julho | BRA Maestrini – Horta        | 2–1    | URU Gómez – Nieto         | 21–14 | 19–21 | 15–11 | [ 9 ] |

### Semifinal
| Data        |                              | Pontos |                       | Set 1 | Set 2 | Set 3 | Fonte  |
| ----------- | ---------------------------- | ------ | --------------------- | ----- | ----- | ----- | ------ |
| 19 de julho | CAN Humana-Paredes – Pischke | 1–2    | CUB Flores – Martínez | 18–21 | 21–17 | 7–15  | [ 10 ] |
| 19 de julho | ARG Gallay – Klug            | 2–1    | BRA Maestrini – Horta | 21–17 | 21–23 | 15–13 | [ 11 ] |

### Disputa pelo bronze
| Data        |                              | Pontos |                       | Set 1 | Set 2 | Set 3 | Fonte  |
| ----------- | ---------------------------- | ------ | --------------------- | ----- | ----- | ----- | ------ |
| 21 de julho | CAN Humana-Paredes – Pischke | 0–2    | BRA Maestrini – Horta | 9–21  | 14–21 |       | [ 12 ] |

### Final
| Data        |                       | Pontos |                   | Set 1 | Set 2 | Set 3 | Fonte  |
| ----------- | --------------------- | ------ | ----------------- | ----- | ----- | ----- | ------ |
| 21 de julho | CUB Flores – Martínez | 1–2    | ARG Gallay – Klug | 17–21 | 21–19 | 7–15  | [ 13 ] |